# Pontifícia Universidade Urbaniana
A Pontifícia Universidade Urbaniana é uma instituição de ensino superior da Igreja Católica e é especializada na formação do clero missionário e estudantes de territórios de missão ou nas jovens igrejas, com sede em Roma.

## História
A Universidade Urbaniana traça as suas origens do Colégio missionário da Propaganda Fide, fundada em 1624 pelo padre espanhol Juan Bautista Vives y Marja, em colaboração com outros membros do movimento missionário da Igreja de Roma, incluindo John Leonardi. O seu objetivo era por um lado, treinar missionários seculares e por em plena comunhão com os cristãos apostólicos romanos as igrejas protestantes e ortodoxas e, por outro lado, estudar as línguas e culturas dos povos do mundo.
O colégio era localizado no antigo palácio Ferratini, na Piazza di Spagna, e a educação dos estudantes foi confiada aos Teatinos de clero regular.
A faculdade foi elevada à categoria de uma universidade pontifícia pelo Papa Urbano VIII pela bula Immortalis Dei Filius de 1 de agosto de 1627, obtendo assim todos os privilégios e isenções que já desfrutavam o Archiginnasio de Roma (atual "La Sapienza") e pela faculdade de conferir graus de doutoramento em filosofia e teologia em honra do Papa, a universidade foi chamada Colégio Urbano.
Em 2 de novembro de 1926, o Papa Pio XI mudou o Colégio no Janículo, e em 1933 foi inaugurada a nova sede especialmente construída e para a ocasião também foi erguido o Instituto Missionário, que foi dado o poder de conceder títulos acadêmicos nas disciplinas de missiologia e direito (em 1986, o Instituto foi dividido dando origem à Faculdade de Direito Canônico e Missiologia).
A Universidade foi condecorada com o título de universidade pontifícia pelo Papa João XXIII, com o Motu Proprio Fidei Propagandae de 1 de outubro de 1962. Para o Cardeal-Prefeito da Congregação para a Evangelização dos Povos é também responsável pelo título de "Grande Chanceler " da Pontifícia Universidade Urbaniana.